# الونس (خنفر)

تعديل مصدري - تعديل

الونس هي إحدى قرى عزلة جعار بمديرية خنفر التابعة لمحافظة أبين، بلغ تعداد سكانها 277 نسمة حسب تعداد اليمن لعام 2004.